# .in
.in е интернет домейн от първо ниво за Индия. Домейнът се администрира от INRegistry под управлението на NIXI. Представен е през 1989 г.

## Домейни от второ ниво
- .in
- .co.in
- .firm.in
- .net.in
- .org.in
- .gen.in
- .ind.in

Шест зони са запазени са употреба от квалифицирани организации в Индия:
- .ac.in
- .edu.in
- .res.in
- .ernet.in
- .gov.in
- .mil.in